# Endy Chávez
Endy de Jesus Chávez (né le 7 février 1978 à Valencia, Carabobo, Venezuela) est un voltigeur de la Ligue majeure de baseball. Il est présentement agent libre.

## Carrière

### Royals de Kansas City
Endy Chávez signe un premier contrat professionnel avec les Mets de New York en 1999. Il passe aux Royals de Kansas City en 2001 en retour d'un joueur des ligues mineures, Michael Curry. Chavez joue son premier match dans les majeures le 29 mai de la même année pour les Royals et obtient son premier coup sûr contre les Rangers du Texas. Il apparaît dans 29 parties dans l'uniforme des Royals.
Cédé au ballottage, il passe par plusieurs organisations durant l'entre-saison pour finalement aboutir chez les Expos de Montréal.

### Expos de Montréal et Nationals de Washington
Après avoir partagé la saison 2002 entre les mineures et les majeures, Chavez s'impose comme voltigeur de centre des Expos en 2003 et 2004. Il compense son manque de puissance au bâton par sa rapidité, totalisant 25 puis 20 doubles ainsi que 18 et 32 buts volés. En 2003, il établit un sommet personnel de 47 points produits.
Le 3 octobre 2004, les Expos de Montréal disputent le dernier match de leur histoire, une défaite devant les Mets au Shea Stadium de New York. Endy Chávez est le dernier joueur à se présenter au bâton dans l'histoire des Expos. Il est retiré sur un roulant au deuxième but en neuvième manche.
La franchise montréalaise déménage à Washington en 2005, mais Chávez ne joue que 7 parties pour les Nationals avant d'être échangé aux Phillies de Philadelphie le 14 mai en retour d'un autre voltigeur, Marlon Byrd.

### Phillies de Philadelphie
Chavez joue 91 matchs pour les Phillies en 2005, maintenant une faible moyenne offensive de ,215. Il signe comme agent libre en décembre 2005 avec les Mets de New York.

### Mets de New York

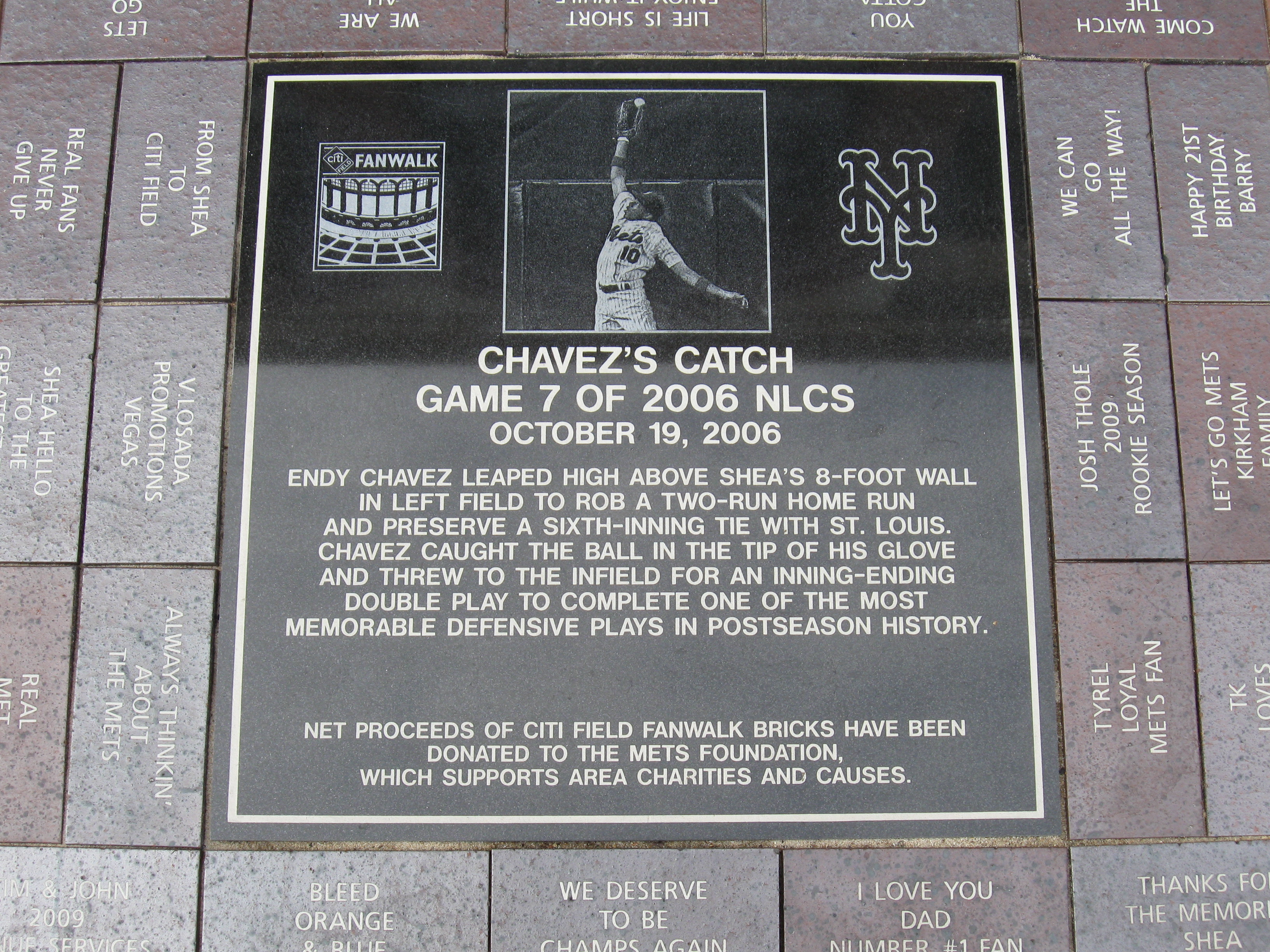
Plaque décrivant le circuit volé par Chávez en Série de championnat.

Chavez joue aux trois positions du champ extérieur en 2006 pour les Mets et connaît du succès avec une moyenne au bâton de ,306 en 133 parties jouées. Il produit 42 points, son plus haut total depuis la saison 2003 avec Montréal.
Il s'aligne pour les Mets pour trois saisons. En 2006, il participe aux séries éliminatoires pour la première fois de sa carrière. Il réussit 3 coups sûrs en 8 pour une moyenne de ,375 en Série de division face aux Dodgers de Los Angeles, mais est tenu en respect par les lanceurs des Cardinals de Saint-Louis lors de la Série de championnat de la Ligue nationale. En défensive cependant, il se distingue dans la septième et dernière partie par un superbe attrapé au champ gauche alors qu'il vole en sixième manche un circuit à Scott Rolen des Cardinals et relaie la balle à temps pour doubler Jim Edmonds au deuxième but. Les Mets perdent cependant la partie et subissent l'élimination.
En 2007, il est limité 71 matchs joués en raison d'une blessure au muscle ischio-jambier. Il maintient une moyenne au bâton de ,287.
En 2008, il frappe pour ,267 en 133 matchs.

### Mariners de Seattle
Le 11 décembre 2008, Chavez est l'un des 12 joueurs impliqués dans une transaction à 3 clubs entre les Indians de Cleveland, les Mets de New York et les Mariners de Seattle. Il aboutit avec cette dernière formation, pour qui il joue 54 parties en 2009, frappant dans une moyenne de ,273. Il s'absente à la suite d'une blessure au genou.

### Rangers du Texas

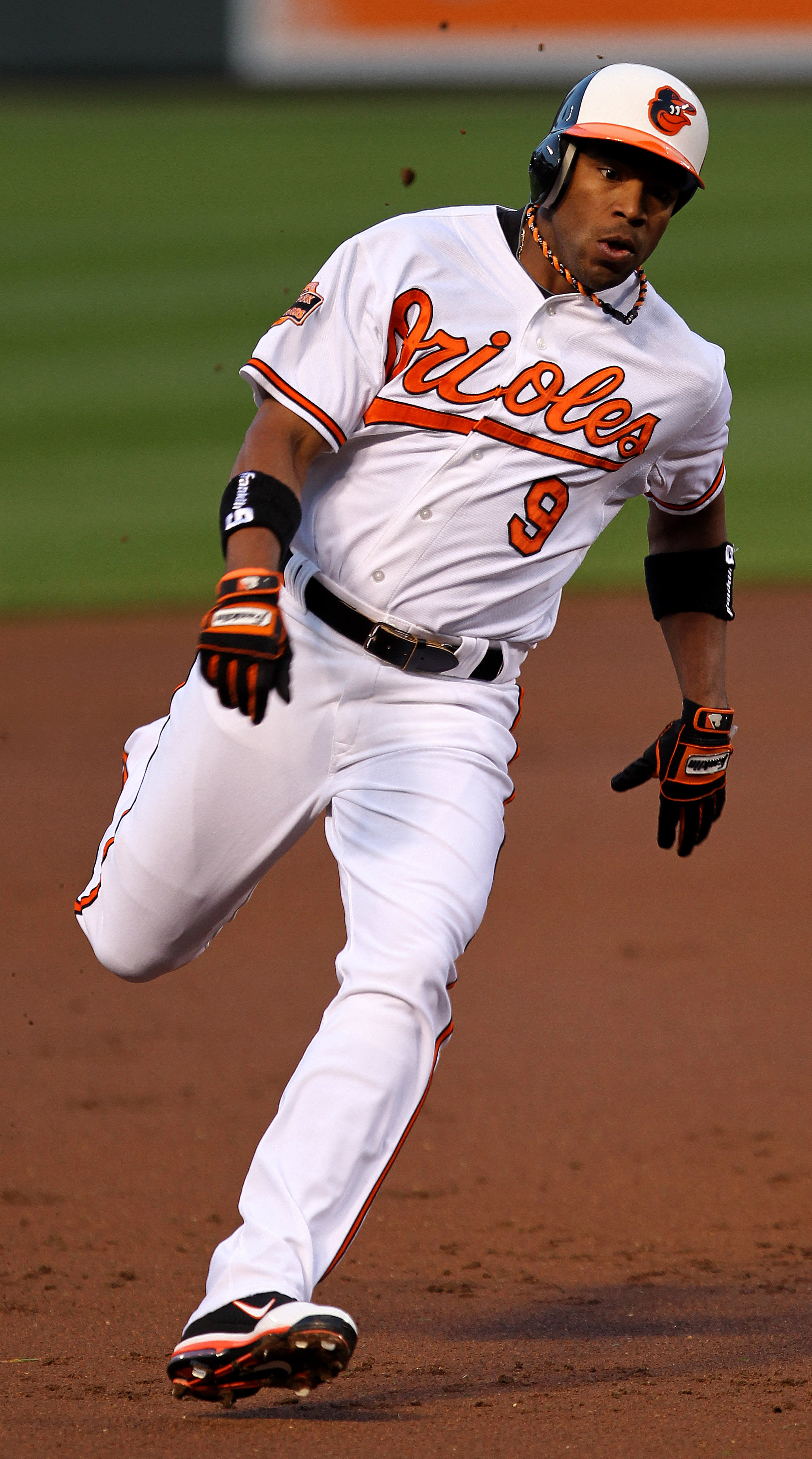
Endy Chávez en 2012 avec les Orioles.

Le 15 février 2010, Endy Chavez rejoint les Rangers du Texas, acceptant un contrat des ligues mineures. Récupérant toujours de la blessure au genou subie à l'été 2009, il ne dispute que huit parties en ligues mineures en 2010 avant de jouer au Venezuela durant l'hiver. Le 18 décembre, les Rangers lui offrent un nouveau contrat des mineures et une invitation à leur prochain camp d'entraînement. Il joue finalement dans 83 parties des Rangers durant la saison 2011 et maintient une moyenne au bâton de ,301. Il participe à la Série mondiale 2011 avec Texas.

### Orioles de Baltimore
En décembre 2011, Chavez signe un contrat d'un an avec les Orioles de Baltimore. Il frappe pour ,203 en 64 rencontres. Il participe aux séries éliminatoires, jouant dans quatre matchs en défensive ou comme coureur suppléant mais n'obtenant qu'un seul passage au bâton qui se solde par un retrait sur des prises.

### Retour à Seattle
Chavez signe un contrat des ligues mineures pour 2013 avec sa première équipe, les Royals de Kansas City. Libéré le 22 mars pendant l'entraînement de printemps, il rejoint deux jours après une autre de ses anciennes équipes, les Mariners de Seattle.
Chávez frappe pour ,267 en 97 parties des Mariners en 2013, avec 22 points marqués et 14 points produits. Dix de ses 71 coups sûrs sont des doubles. 
En 2014, il maintient une moyenne au bâton de ,276 en 80 parties des Mariners, avec 23 points produits et 5 buts volés.
Le 26 janvier 2015, il signe un nouveau contrat des ligues mineures avec les Mariners. Il est libéré le 31 mars suivant, dans les derniers jours de l'entraînement de printemps.

### Classique mondiale de baseball
Endy Chávez a représenté le Venezuela aux Classiques mondiales de baseball de 2006 et 2009.